# 池村和也
池村 和也（いけむら かずや、1962年9月6日 - ）は、日本の実業家。三重県出身。エスビー食品株式会社代表取締役社長。

## 人物・経歴
三重県出身。1981年三重県立津高等学校、1986年上智大学文学部卒業後、エスビー食品株式会社に入社。2013年同社執行役員、2016年同社取締役執行役員、2017年同社取締役常務執行役員、2018年同社常務取締役常務執行役員マーケティング企画室担当、2021年同社常務取締役首席執行役員海外事業部担当を経て、2022年同社代表取締役社長に就任。

## テレビ番組
- 日経スペシャル カンブリア宮殿 スパイスを極めた百年企業 エスビー食品 驚きの商品開発術（2023年11月9日、テレビ東京）- エスビー食品社長として出演[5]。